# I. e. 546
Évszázadok: i. e. 7. század – i. e. 6. század – i. e. 5. század
Évtizedek: i. e. 590-es évek – i. e. 580-as évek – i. e. 570-es évek – i. e. 560-as évek – i. e. 550-es évek – i. e. 540-es évek – i. e. 530-as évek – i. e. 520-as évek – i. e. 510-es évek – i. e. 500-as évek – i. e. 490-es évek
Évek: i. e. 551 – i. e. 550 – i. e. 549 – i. e. 548 –  i. e. 547 – i. e. 546 – i. e. 545 – i. e. 544 – i. e. 543 – i. e. 542 – i. e. 541

## Események
- Peiszisztratosz harmadik, leghosszabb, utolsó türanniszának kezdete (i. e. 527-ig)
- II. Kurus perzsa király elfoglalja Szardeiszt, Kroiszosz és a Lüd Birodalom bukása.
- A perzsák meghódítják Pamphüliát és Lükiát.
- Spárta a thüreai csatában legyőzi Argoszt és ezzel egy időre biztosítja Lakedaimón északi határait.
- Vízvezetéket építenek ki Athénban.

## Halálozások
- Anaximandrosz (vagy i. e. 547-ben)
- Thalész